# Pietra di Londra

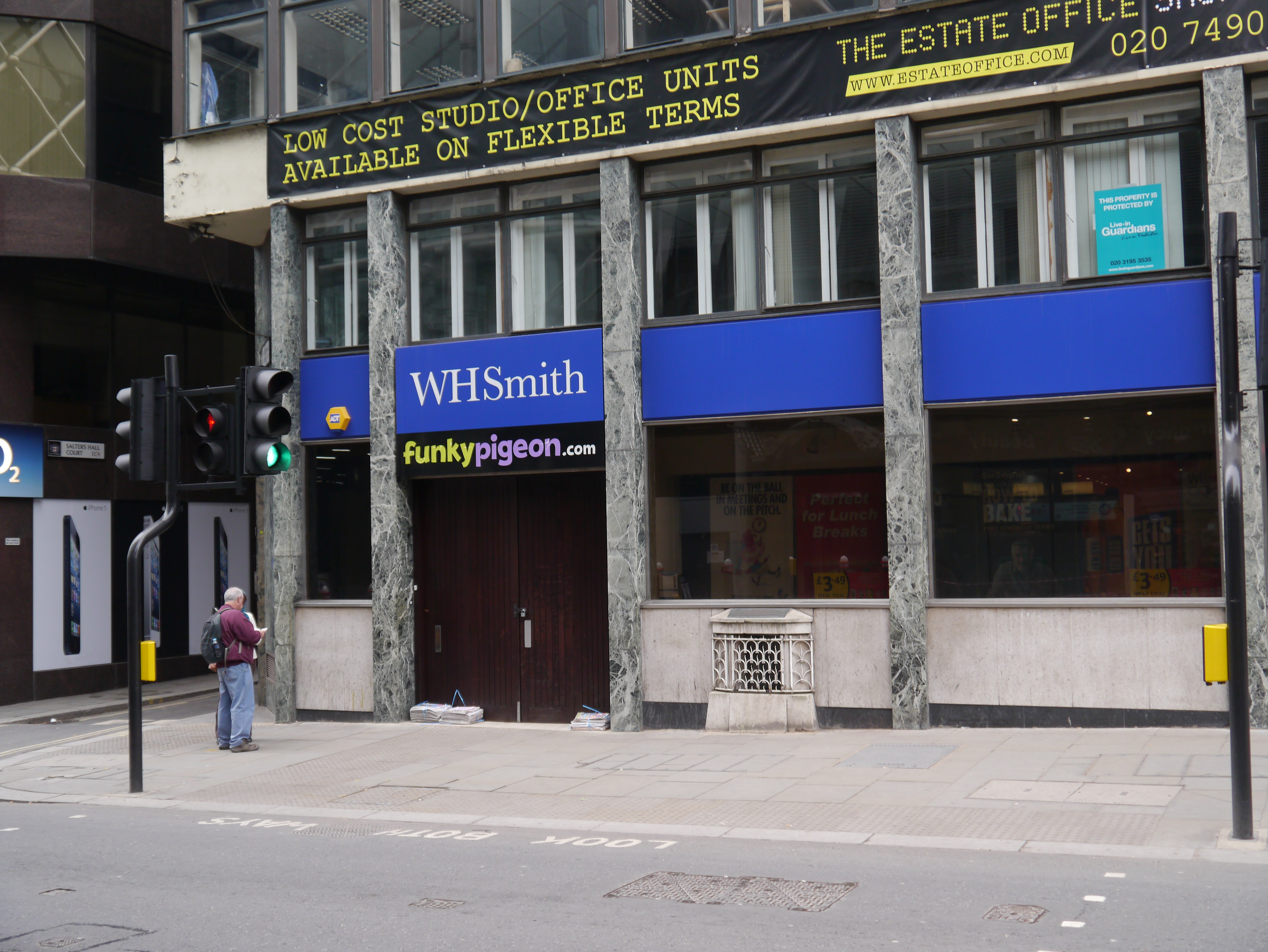
La grata dietro cui è situata la Pietra di Londra (al centro in basso).

La Pietra di Londra (in inglese London Stone) è un misterioso monolite in calcare (53 × 43 × 30 cm) che per anni è stato superstiziosamente mantenuto collocato nel suo antico luogo di rinvenimento, una nicchia incassata in un palazzo, di fronte alla stazione di Cannon Street, nella City of London. A causa dello sventramento del palazzo che la ospitava, il 13 maggio 2016 la Pietra di Londra è stata trasferita al Museum of London dove è rimasta esposta e analizzata per stabilire le sue origini geologiche. Nel'ottobre 2018 la Pietra di Londra è stata nuovamente riportata lungo Cannon Street, il luogo delle origini, esattamente presso il numero 111, nell'edificio di fronte alla stazione. Qui viene conservata in una teca di vetro, sotto la scritta London Stone, ed è liberamente visitabile.
Sebbene le origini e le funzionalità del monolite siano tuttora sconosciute, alcuni ritengono che sia stata portata in Britannia da Bruto di Troia, discendente dell'eroe Enea, leggendario sovrano dell'isola intorno al 1100 a.C.; altri pensano fosse utilizzato come altare per i culti druidici e pietra miliare romana; altri ancora hanno sostenuto che si trattasse della roccia in cui era inserita la spada Excalibur; i più scettici ritengono fosse semplicemente un frammento di fondazione del palazzo del governatore romano della Britannia. Fu menzionato per la prima volta nel Dodicesimo secolo.
Il detto inglese "Fino a quando la pietra di Bruto è al sicuro, prospererà Londra" è alla fonte della credenza che la sopravvivenza della città sia strettamente legata alla collocazione originale e alla protezione dell'enigmatico monolite.